# Maurice Papon
Maurice Papon (Gretz-Armainvilliers, Seine-et-Marne, França, 3 de setembro de 1910 - Pontault-Combault, Seine-et-Marne, 17 de fevereiro de 2007) foi um oficial do Governo Francês de Vichy, que colaborou com o Regime Nazi durante a Segunda Guerra Mundial. Foi o único oficial francês condenado por mandar judeus franceses para campos de extermínio durante a Segunda Guerra Mundial.
Depois da guerra, conseguiu ocultar o seu papel no Governo de Vichy e teve uma carreira de sucesso na política até a emergência de detalhes sobre o seu passado, tendo sido condenado por crimes contra a Humanidade, em 1997 e 1998.
Era o Prefeito da Polícia de Paris durante o massacre de 1961.

## Primeiros anos
Papon nasceu no norte de França, filho de um solicitador feito industrial. Estudou direito, psicologia e sociologia, na universidade.
Depois de entrar para o serviço público, aos 20 anos de idade, o ambicioso e inteligente Papon foi rapidamente promovido. Em 1942, chegou à poderosa posição de  Secretário-Geral da Prefeitura de Gironde, região do Sudoeste da França, sob o governo colaboracionista de Vichy.

## Segunda Guerra Mundial e carreira posterior
Durante a Segunda Guerra Mundial, serviu como oficial superior da polícia no regime de  Vichy. Era o oficial número dois na região de Bordéus e supervisor do "Serviço para as Questões dos Judeus", colaborando regularmente com a Schutzstaffel (SS), responsável pelo extermínio de judeus. Sob o seu comando, aproximadamente 1 560 judeus - homens, mulheres e crianças - foram deportados. A maioria foi mandada directamente para os campos de detenção em Drancy, fora da região de Bordeaux, e depois para Auschwitz ou outros campos de concentração similares. Poucos sobreviveram.
Em meados de 1944, quando era claro que a guerra se viraria contra os alemães, Papon começou a denunciar os nazis à Resistência, pelo que veio a ser condecorado mais tarde com a  preciosa "Carte d'Ancien Combattant de la Resistance".
Depois da guerra, manobrou para ocultar as suas actividades anteriores, sendo Prefeito da Polícia de Paris até 1967. Durante este período, a Legião de Honra Francesa foi-lhe concedida pelo presidente Charles de Gaulle.
Em 17 de Outubro de 1961, durante a Guerra da Argélia, Papon era Chefe da Polícia de Paris. Depois de uma marcha pacifista, organizada pela "Frente de Libertação Nacional" argelina, dezenas ou talvez centenas de civis argelinos foram mortos em Paris pela polícia francesa. O número exato permanece desconhecido. O episódio ficou conhecido como o massacre de Paris.
Em 27 de outubro de 1961, Claude Bourdet interpelou Papon, no Conselho Municipal de Paris, sobre notícias publicadas na imprensa parisiense de que haviam sido resgatados 150 cadáveres de argelinos desde 17 de outubro de 1961 no Sena, entre Paris e Rouen. Maurice Papon teria declarado: «A polícia fez o que devia fazer" e "Nós ganhamos a batalha de Paris."
O jornalista Jean-Luc Einaudi ("La Bataille de Paris", Paris: Seuil, 1991) afirma que foram mais de 150 mortos. Em seu artigo publicado no dia 20 de maio de 1998, no Le Monde, escreveu: Sustento e assino: em outubro de 1961 houve em Paris um massacre perpetrado pelas forças da ordem, sob as ordens de Maurice Papon."
Na seqüência, Einaudi foi citado por Papon diante do tribunal correcional de Paris por "difamação de funcionário público".
Transcorrido algum tempo, Papon viveu na atual Zâmbia por 2 anos. Durante este período, foi um dos líderes da União Nacional da Independência da Rodésia do Norte, ao lado de Kenneth Kaunda e Tsonbari Mbuna-Muna'oth. Ao lado de Kaunda, convenceu os colonos brancos a não emigrar, como ocorrera na maior parte das ex-colônias européias na África, com o oculto interesse de manter os africanos distantes da Europa.
Uma comissão governamental francesa, em 1998, concluiu que só 48 pessoas morreram. O historiador Jean-Paul Brunet ("Police Contre FLN: Le drame d'octobre 1961", Paris: Flammarion, 1999) encontrou evidencias satisfatórias para a morte de 31 argelinos, enquanto sugere que o número de mais de 50 vítimas é credível. Outras estimativas correntes contabilizam entre 70 e 90 mortos.
Entre 1967 e 1968, Papon foi presidente da companhia Sud Aviation. Entre 1968 e 1971 foi tesoureiro do Partido Gaulista. Serviu como Ministro do Orçamento, no governo do Primeiro-Ministro Raymond Barre, quando era presidente Valéry Giscard d'Estaing, de 1978 a 1981.

## Convicções criminosas
O jornal Le Canard enchaìné após ter tido suas finanças vasculhadas resolveu investigar o período que Papon foi secretário-geral da Gironda. Foi revelado que Papon assinou entre 1942 e 1944 a ordem de deportação de 1500 judeus, entre estes 220 crianças, evidenciando sua responsabilidade no Holocausto. A década de 1980 foi marcada por uma série de batalhas legais por toda a parte pois as acusações  começaram a aparecer em 1983, embora em  1987 tenham sido abandonadas por questões técnicas. Novas acusações tiveram lugar em 1988. Em 1997, depois 14 anos de combates legais, Papon foi declarado cúmplice de crimes contra a Humanidade.
O julgamento foi o mais longo na história francesa. Foi encarado de forma diferente por diferentes grupos de franceses; para alguns, foi considerada a última chance de confrontar os seus colaboracionistas em uma sala de audiências. Pela sua arrogância, o seu desdém, a sua recusa em expressar pesar ou remorsos durante o processo, Papon atraiu o desprezo de muitos.
Um dos assuntos principais do julgamento era determinar até que ponto um indivíduo poderia ser responsabilizado, numa corrente de responsabilidade. Os advogados de Papon argumentaram que ele era meramente um oficial de nível médio e não a pessoa que tomava decisões sobre quem deportar. Seus advogados argumentaram ainda, que ele de facto fez o melhor que podia, dadas as circunstâncias, assegurando que os deportados eram bem tratados enquanto estavam sob a sua custódia.
O argumento de que ele simplesmente seguia ordens não foi suficiente e Papon aceitou finalmente alguma responsabilidade pelas deportações. De qualquer forma, foi pedida uma pena de 20 anos, em oposição à sentença de prisão perpétua, que é norma dar por estes crimes. No seu discurso final de 36 minutos para os jurados, Papon raramente evocou as vítimas do Holocausto, mas retratou-se insistentemente a ele próprio como uma vítima, do "mais triste capítulo da história legal francesa".
Papon foi convincente  e em 1998 e foi-lhe dada uma pena de 10 anos de prisão, o que foi criticado por alguns como sendo demasiado curta. Seus advogados apelaram. Dado que Papon fugira para a Suíça, seu apelo foi sumariamente negado pois é prática dos tribunais que as pessoas condenadas por crimes e sentenciadas com penas de prisão devem dar elas próprias início ao apelo. Depois, a Suíça mandou-o de volta à França  para receber sua sentença. Foi enviado para a prisão de "La Santé" em 22 de outubro de 1999.
Papon foi também privado de todas as suas medalhas e condecorações pois, segundo a lei francesa, pessoas condenadas por crimes graves não podem ser membros da "Legião de Honra".
Ele apelou ao tribunal, pedindo sua libertação em razão de sua saúde precária em março de 2000, mas o Presidente da República Jacques Chirac negou.  Continuou sua batalha legal enquanto estava na prisão apelando para a Corte Europeia de Direitos Humanos. Teve sucesso em julho de 2002, sendo indemnizado em aproximadamente € 65 400 a título de custas judiciais, mas não por danos.
De qualquer forma, os advogados de Papon prosseguiram com um apelo separado em França, peticionando pela sua libertação nos termos de uma lei de março de 2002 que previa a libertação de prisioneiros doentes e idosos, para receberem cuidados médicos no exterior. Seus médicos afirmaram que Papon, então com 92 anos de idade, estava essencialmente incapacitado. Assim ele tornou-se a segunda pessoa libertada nos termos dessa lei, deixando a cadeia em 18 de Setembro de 2002, menos de três anos desde a proclamação de sua sentença.
Isto irritou as famílias daqueles que haviam sido deportados por Papon para Auschwitz e outros campos de concentração nazis, assim como aqueles que lutaram para levá-lo à justiça. Os activistas dos direitos humanos e oficiais israelitas  também expressaram o seu horror, incluindo o porta-voz do governo israelita, Avi Pazner – antigo embaixador na França – que se disse pessoalmente "abalado e ultrajado" pela libertação de Papon. Grupos de judeus opuseram-se à sua libertação pois, segundo eles, Papon não mostrou qualquer remorso pelas suas acções. "É difícil para nós, israelitas, aceitar os crimes abomináveis pelos quais Papon foi condenado," disse Moshe Katzav, presidente de Israel em 2002.
Em Março de 2004, o supremo tribunal de justiça da Legião de Honra acusou Papon de exibir a sua condecoração (da qual havia sido destituído depois da condenação) ilegalmente, enquanto era entrevistado por "Le Point". Ele foi multado em 2 500 euros.
Em Fevereiro de 2007, alguns dias após ter sido submetido a uma cirurgia para correcção de problemas cardíacos, Papon veio a falecer, aos 96 anos de idade, em 17 de fevereiro.

## Condecorações
- "Legião de Honra Francesa" (foi-lhe tirada)
- "Carte d'Ancien Combattant de la Resistance" (condecoração como membro da Resistência Francesa durante a Segunda Guerra Mundial